# Psychotria mafuluensis
Psychotria mafuluensis är en måreväxtart som beskrevs av Spencer Le Marchant Moore. Psychotria mafuluensis ingår i släktet Psychotria och familjen måreväxter. Inga underarter finns listade i Catalogue of Life.